# Martin Erik Ahlman
Martin Erik Ahlman, född 3 december 1773 i Lomma församling, Lund, död 7 april 1844, på samma ort, var en svensk teolog, präst och rektor för Lunds universitet.

## Biografi
Ahlman föddes som son till, den på sin tid berömda, kyrkoherden Johan Ahlman (1727–1786) från Lund och prästdottern Katarina Margareta Åkerman. Fram till 13 års ålder undervisades han av fadern i hemmet. Efter faderns död fortsatte Ahlman studierna i hemstaden Lund, där han tog studenten 1788 tog studenten. Den 2 juni 1793 blev han filosofie magister, och 1799 prästvigdes han. Därefter verkade Ahlman som huspredikant hos häradshövdingen Cederkrantz. År 1803 blev han docent i ekonomi vid Lunds universitet. År 1810 blev Ahlman extra ordinarie adjunkt och 1812 direktor för det då nyligen inrättade teologiska seminariet. Samma år blev han utnämnd till kyrkoherde i Lomma, en befattning som normalt biskopen innehade. För att Ahlman skulle kunna få en inkomst  avstod vännen, den dåvarande biskopen, Wilhelm Faxe denna post till förmån för Ahlman.
År 1813 flyttades kyrkoherdebefattningen från Lomma till Vallkärra och Stångbys pastorat.  År 1816 blev Ahlman professor i dogmatik och moralteologi. I denna egenskap verkade han i 28 år som lärare och lyckades därunder i att höja och reformera den teologiska bildningen.
I sin teologiska åskådning var Ahlman starkt påverkad av Kant, hos vilken han fann en "förnuftets religionslära", som han kompletterade med "kristendomens positiva grundläror". I sin "moralteologiska" framställning försökte han fylla ut Kants aktning för lag med kärlek. När han senare kom i kontakt med den så kallade spekulativa teologin tog han bestämt avstånd från denna.

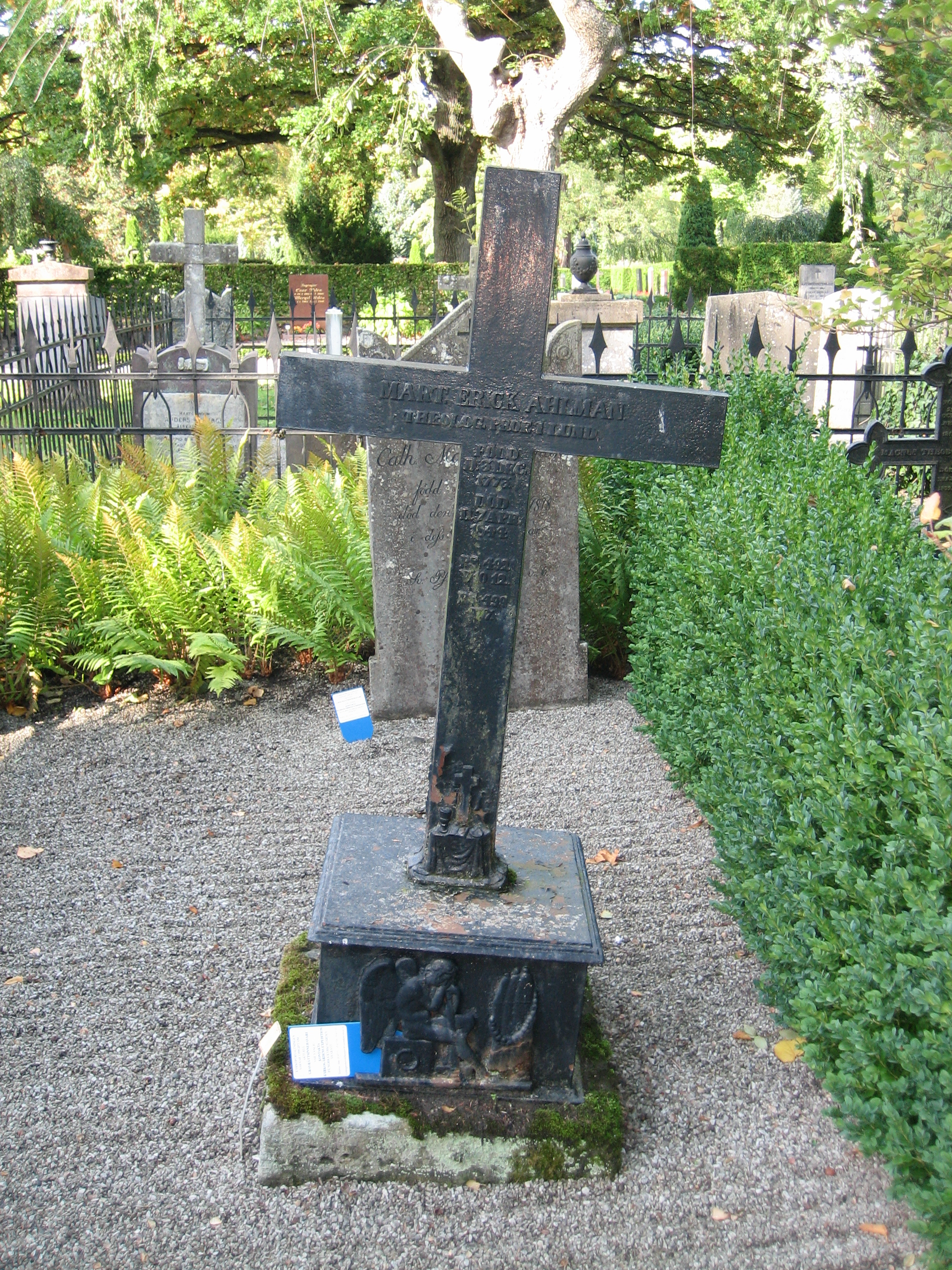
Martin Erik Ahlmans grav på Norra kyrkogården i Lund.

Ahlman författade bland annat Förslag till fred mellan olika tänkande teologer (1828), Om Jesu syndfrihet (1830), Inledning till moralteologien (1832), alla i "Theologisk quartalskrift" och jämte andra uppsatser intagna i Theologiska skrifter (1841) samt Om den så kallade speculativa dogmatikens förhållande till den rena evangeliska läran (1843).
Ahlman var bror till professorn i orientaliska språk, och sedermera rektorn för Malmö Latinskola, George Richard Ahlman (1768-1838).
Ahlman begravdes den 17 april 1844 på Norra kyrkogården i Lund.